# Ттоккук
Ттоккук (кор. 떡국) — блюдо корейской кухни, суп с клёцками «тток». Его обычно едят на Корейский Новый год. В ттоккук два ингредиента — подливка (кук) и тонко нарезанные рисовые лепёшки тток. Считается, что есть ттоккук — хорошее предзнаменование, а чашка ттоккука продлевает жизнь на год. В ттоккук часто добавляют нарезанное варёное яйцо, маринованное мясо и ким.

## История
Неизвестно, почему корейцы едят ттоккук на Новый год. Однако в книге XIX века о традициях «Тонгуксесиги» (동국세시기, 東國歲時記) ттоккук описывается как суп с говяжьим или фазановым бульоном и перцем. В книге также упоминается традиция поедания миски ттоккука новогодним утром для того, чтобы стать на год старше, а также вопрос: «Сколько тарелок ттоккука вы съели?» для выяснения возраста собеседника.
В книге «Традиции Чосон», написанной в 1946 году историком Чхве Намсоном, утверждается, что традиция подавать на Новый год ттоккук известна с древности. Белые тток, означающие чистоту, ели в Новый год, чтобы ознаменовать его наступление и привлечь удачу.
Хотя ттоккук традиционно ели только в Новый год, в XX веке его уже стали подавать в любое время года.

## Состав в разновидности

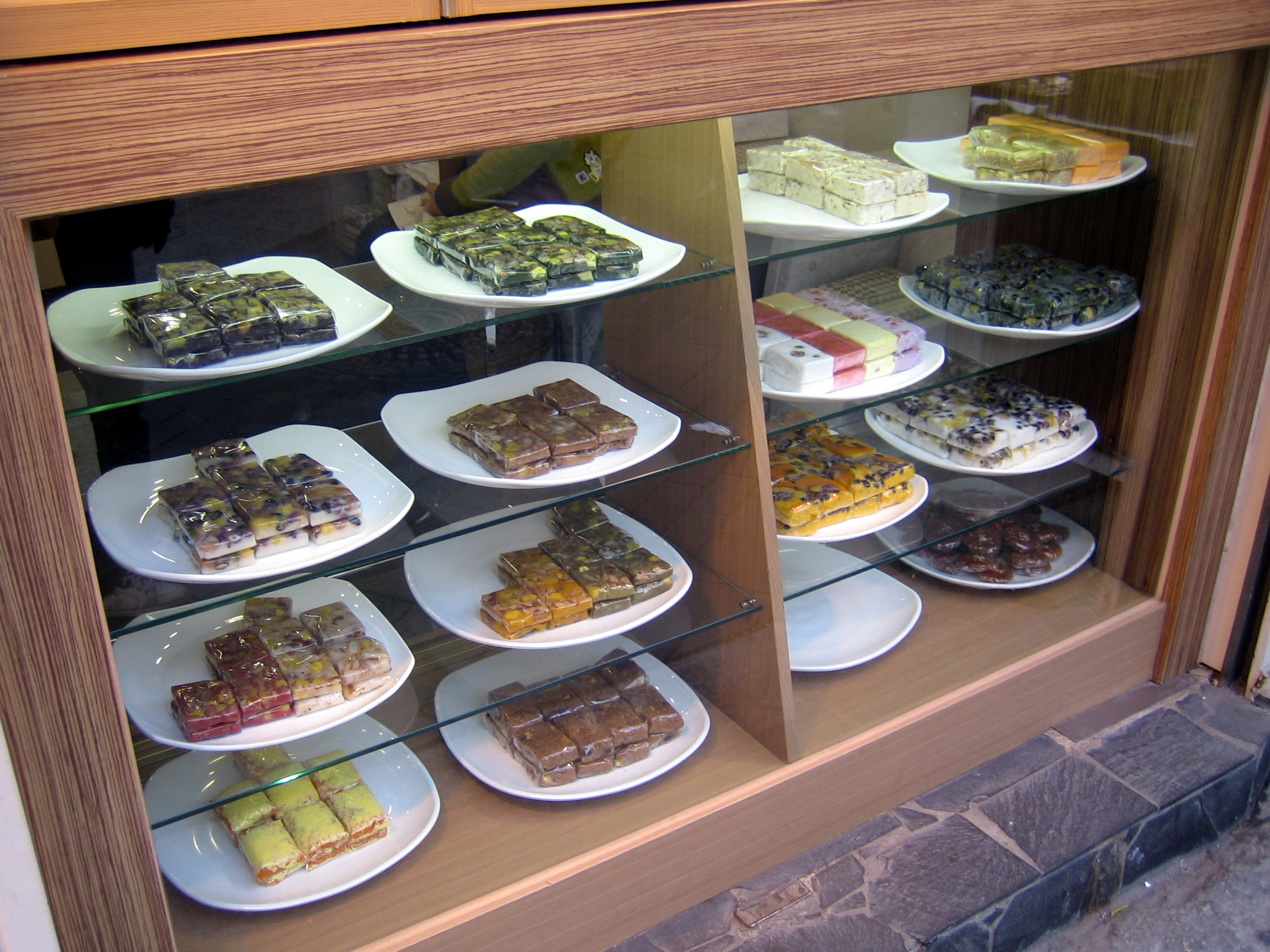
Тток на витрине

Подливку (бульон) готовят из курицы, говядины, фазана, морепродуктов, свинины вывариванием в бульоне с соевым соусом. После этого бульон фильтруется, а в него по диагонали нарезают карэтток. Остальные ингредиенты добавляют уже перед подачей. Они могут разниться, в зависимости от вкуса повара, хотя чаще всего используют нарезанное яйцо, водоросль ким и зелёный лук.
Разновидности ттоккука включают:
- сэнъттоккук (생떡국, также «нальттоккук», 날떡국), блюдо провинции Чхунчхондо, содержит карэтток из смеси клейкого и обычного риса[3];
- чорэнъитток (조랭이 떡국) — блюдо Кэсона; тток в нём имеет форму коконов[4];
- конттоккук (곤떡국) — блюдо острова Чеджудо, вместо карэтток используется чольпёнтток[5].

В другую разновидность ттоккука, ттокмандукук, добавляют корейские пирожки манду.

## В популярной культуре
Фильм «Ттоккук» (английское название «Новогодний суп», англ. New Year's Soup вышел в 1971 году. В нём играли Юн Чонъхи и Ом Энран.